# Ramón García Chavárri
Jesús María Ramón García Chavárri (Galeana, Nuevo León; 8 de diciembre de 1839 - Monterrey, Nuevo León; 21 de abril de 1909) fue un político mexicano. Fungió como secretario general de gobierno del estado de Nuevo León durante 20 años hasta su muerte, durante el gobierno del general Bernardo Reyes, durante el porfiriato.

## Biografía
Nació en Galeana, Nuevo León, el 8 de diciembre de 1839, siendo el menor de los seis hijos del gobernador don Pedro José García del Valle y de doña Bárbara de Chávarri y Valdés. Pasó su infancia en Linares e ingresó al Seminario de Monterrey, pero no siguió carrera alguna. Fue administrador de la hacienda Purísima de Conchos.
Radicó en Monterrey desde su matrimonio con doña Guadalupe Muguerza Crespo, hermana de don José A. Muguerza, fundador del Hospital Muguerza. Durante 17 años ejerció como tesorero general del Estado, hasta que renunció el 26 de febrero de 1888, siendo sustituido por Rafael G. Hernández. El 4 de octubre de 1889 fue designado secretario general de gobierno, cargo que sirvió durante 20 años, en los regímenes de Bernardo Reyes y de Pedro Benítez Leal, asimismo fungió como consejero del general Reyes. Al respecto, Alfonso Reyes escribió: "Mi padre mismo parecía buscar su prudencia y mesura para contrarrestar las vivacidades de su temperamento". Siendo funcionario, daba doctrina en su casa a los niños.
García Chavarri falleció en Monterrey el 21 de abril de 1909.